# Negra (kulle)
Negra är en kulle i Antarktis. Den ligger i Sydshetlandsöarna. Argentina, Chile och Storbritannien gör anspråk på området. Toppen på Negra är 63 meter över havet.
Terrängen runt Negra är kuperad åt sydväst, men åt nordost är den platt. Havet är nära Negra åt nordost. Trakten är glest befolkad. Närmaste befolkade plats är Escudero Station, 7,3 km norr om Negra. 